# Parunovac
Parunovac (en serbe cyrillique : Паруновац) est une localité de Serbie située sur le territoire de la Ville de Kruševac, district de Rasina. Au recensement de 2011, elle comptait 1 994 habitants.
Parunovac est officiellement classé parmi les villages de Serbie.

## Démographie

### Évolution historique de la population
| 1948  | 1953  | 1961  | 1971  | 1981  | 1991  | 2002  | 2011  |
| ----- | ----- | ----- | ----- | ----- | ----- | ----- | ----- |
| 1 463 | 1 569 | 1 858 | 1 865 | 2 166 | 2 157 | 2 179 | 1 994 |

|  |